# Thymen Arensman
Thymen Arensman (ur. 4 grudnia 1999 w Deil) – holenderski kolarz szosowy.

## Osiągnięcia
Opracowano na podstawie:

2017
- 2. miejsce w mistrzostwach Holandii juniorów (jazda indywidualna na czas)
- 2. miejsce w Oberösterreich Juniorenrundfahrt
  - 1. miejsce na 3. etapie
- 3. miejsce w Internationale Niedersachsen-Rundfahrt der Junioren

2018
- 3. miejsce w Paryż-Roubaix U23
- 2. miejsce w Tour de l’Avenir

2021
- 1. miejsce w klasyfikacji młodzieżowej Tour de Romandie

2022
- 3. miejsce w Tour of the Alps
  - 1. miejsce w klasyfikacji młodzieżowej
- 2. miejsce w Tour de Pologne
  - 1. miejsce na 6. etapie
- 1. miejsce na 15. etapie Vuelta a España

2023
- 6. miejsce w Giro d’Italia

## Rankingi
| Rok             | 2018 | 2019 | 2020 | 2021 | 2022 | 2023 | 2024 |
| --------------- | ---- | ---- | ---- | ---- | ---- | ---- | ---- |
| World Ranking   | 579. | -    | 837. | 411. | 33.  | 142. | 72.  |
| UCI Europe Tour | 336. | -    | 669. | 338. | 27.  | -    | 57.  |
|                 |      |      |      |      |      |      |      |
| Źródło: UCI     |      |      |      |      |      |      |      |